# بركا فيرا
بركا ورا (بالألمانية: Berka/Werra) هي بلدة ألمانية تقع في ألمانيا في تورينغن. يقدر عدد سكانها بـ 4,648 نسمة .